# Предаја Бреде
Предаја Бреде, такође познато и под именима El Cuadro de las Lanzas или Las Lanzas, је дело шпанског сликара Дијега Веласкеза. Дело је насликано током 1634/1635. године, техником уље на платну.
Инспирисано је посетом и боравком сликара Веласкеза Италији, са Аброзијем Спинолом, италијанским генералом који је освојио град Бреду 5. јуна 1625. године.
Сматра се једним од најбољих Веласкезових уметничких радова.